# Noșlac
Noșlac (anciennement Nojlac, en hongrois : Marosnagylac, Marosnagylak ou Nagylak, en allemand : Grosshaus ou Großhaus) est une commune du județ d'Alba, Roumanie qui compte 1 661 habitants.
La commune est composée de six villages : Căptălan, Copand, Găbud, Noșlac, Stâna de Mureș et Valea Ciuciului.

## Démographie
D'après le recensement de 2011, la commune compte 1 661 habitants, en forte baisse par rapport au recensement de 2002 où elle en comptait 2 035.
Lors de ce recensement de 2011, 77,3 % de la population se déclare roumaine, 13,85 % se déclare hongrois, 4,09 % se déclare rom (4,7 % ne déclare pas d'appartenance ethnique).

## Politique
| Parti | Parti                                      | Sièges |
| ----- | ------------------------------------------ | ------ |
|       | Parti national libéral (PNL)               | 3      |
|       | Alliance des libéraux et démocrates (ALDE) | 3      |
|       | Union démocrate magyare de Roumanie (UDMR) | 2      |
|       | Parti social-démocrate (PSD)               | 2      |
|       | Parti Mouvement populaire (PMP)            | 1      |

## Galerie
|                           |
| Église en bois de Noșlac. |

|                           |
| Église en bois de Noșlac. |

|                           |
| Église en bois de Copand. |

|                          |
| Église en bois de Găbud. |